# Vauxrezis
Vauxrezis település Franciaországban, Aisne megyében. Lakosainak száma 325 fő (2022. január 1.). Vauxrezis Bieuxy, Chavigny, Cuisy-en-Almont, Juvigny, Pasly és Pommiers községekkel határos.

## Népesség
A település népessége az elmúlt években az alábbi módon változott:
| Lakosok száma | 170  | 335  | 347  | 330  | 334  | 332  | 324  | 322  | 321  | 325  |
|               | 1968 | 1982 | 1990 | 2006 | 2013 | 2015 | 2017 | 2019 | 2020 | 2022 |